# Северо-Казахстанский областной комитет КП Казахстана
Северо-Казахстанский областной комитет КП Казахстана — орган управления Северо-Казахстанской областной партийной организацией КП Казахстана (1936—1991 годы).
10 марта 1932 года в числе первых 6 областей Казахской АССР была образована Карагандинская область с центром в г. Петропавловск; в ходе разукрупнения из территории области 29 июля 1936 были выделены Северо-Казахстанская и Кустанайская области, а центр перенесен из Петропавловска в Караганду. С 5 декабря 1936 — в составе Казахской ССР. Центр — г. Петропавловск.
С 26 декабря 1960 по 16 октября 1965, наряду с Кокчетавской, Кустанайской,Павлодарской и Целиноградской областями, входила в состав Целинного края.

## Первые секретари Северо-Казахстанского обкома КП Казахстана
- ПЕРИОД СТАЛИНА (1925-1953 гг.)
- 07.1936 — 03.04.1937: Аммосов, Максим Кирович
- 3.04.1937 — 1937: Сегизбаев, Султан Сегизбаевич
- 11.1937—05.1938: Кузнецов, Николай Семёнович (и. о.)
- 1938—1940: Шеренгин, Иван Григорьевич
- 1940/01.1941 — 1944: Николаев Василий Федорович
- 1944—1945: Нечаев, Никита Александрович
- 1945—1948: Мельник, Григорий Андреевич
- 1948—1953: Бобров, Николай Семёнович
- ПЕРИОД ХРУЩЕВА (1953-1964 гг.)
- 1954—1956: Попадько, Алексей Яковлевич
- 1956 — 01.1958: Бойкачев, Григорий Мефодьевич
- 01.1958 — 1963: Журин Николай Иванович
- 01.1963 — 12.1964 (сельский): Подгорбунский, Кузьма Захарович
- ПЕРИОД БРЕЖНЕВА (1964-1982 гг.)
- 12.1964 — 11.1965: Подгорбунский, Кузьма Захарович
- 11.1965 — 04.1981: Демиденко Василий Петрович
- 04.1981 — 27.04.1988: Степанов, Владимир Тимофеевич
- ПЕРИОД ГОРБАЧЕВА (1985-1991 гг.)
- 27.04.1988 — 7.09.1991: Медведев, Святослав Александрович